# Rubus pervarius
Rubus pervarius är en rosväxtart som först beskrevs av Liberty Hyde Bailey, och fick sitt nu gällande namn av Liberty Hyde Bailey. Rubus pervarius ingår i släktet rubusar, och familjen rosväxter. Inga underarter finns listade i Catalogue of Life.